# Ain’t No Saint
Ain’t No Saint ist ein Jazzalbum von Jim Black & The Schrimps. Die am 17. und 18. August 2022 in den Hansa Studios, Berlin, entstandenen Aufnahmen erschienen am 17. Februar 2023 auf Intakt Records.

## Hintergrund
Jim Blacks Album Ain‘t No Saint beruht auf derselben Grundbesetzung wie einige weitere Bands, an denen der Schlagzeuger zuvor mitgewirkt hatte; in Tim Bernes Bloodcount und das Kollektiv Endangered Blood (mit Oscar Noriega, Chris Speed und Trevor Dunn); ebenso Projekte seit Ende der 2010er-Jahre wie Nature Work, ein Quartett Blacks mit Jason Stein, Greg Ward und Eric Revis, Human Feel (mit Andrew D’Angelo, Chris Speed und Kurt Rosenwinkel), Marco Colonna, ein Quartett um Danilo Gallo (mit den Saxophonisten Massimiliano Milesi und Francesco Bigoni) und das Quartett von Sylvain Rifflet mit Jon Irabagon, Sébastien Boisseau und Black (2020). Mit den Saxophonisten Asger Nissen und Julius Gawlik sowie dem Bassisten Felix Henkelhausen hat Black in seinen Schrimps drei junge Stimmen des europäischen Jazz um sich geschart.

## Titelliste

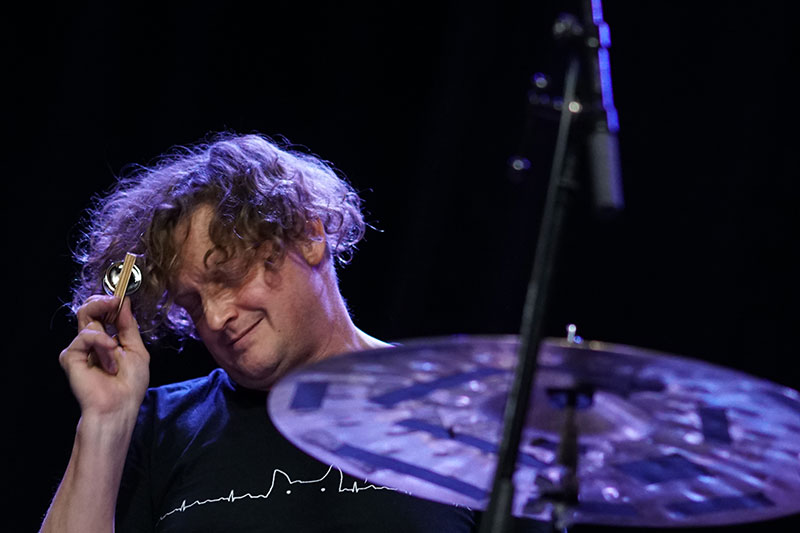
Jim Black bei einem Auftritt mit Hilmar Jensson und Trevor Dunn in Aarhus (2018)

- Jim & the Schrimps: Ain‘t No Saint (Intakt CD 397)[2]

1. The Set-up (for Baikida Carroll) 3:04
2. Snaggs 3:17
3. Asgingforit 5:26
4. Crashbash 2:43
5. Riversgardens 3:43
6. Bellsimmer 4:04
7. Surely 4:53
8. Schrimps BBQ 4:41
9. No Pull 4:44
10. Heyscram 5:41
11. The Once 6:58
12. Bowerdfield 6:07

Die Kompositionen stammen von Jim Black.

## Rezeption
Die Musik dieses energiegeladenen Quartetts habe eine fieberhafte Intensität und vom ersten Ton an gehe die Musik des Quartetts direkt an die Achillesferse, schrieb der Musikjournalist Peter Margasak in den Liner Notes. Viele Einflüsse und Ideen würden hier zusammenkommen, ohne jemals auf Genre-Hopping zurückzugreifen. „Die Musik lebt von der Unmittelbarkeit und ist in gewisser Weise eine viszerale Ablehnung jeglicher Art von Passivität“.
Manfred Papst schrieb in der Neuen Zürcher Zeitung: Wie Art Blakey, Max Roach und Paul Motian vor ihm zähle Jim Black zu jenen bedeutenden Schlagzeugern, die nicht nur als Instrumentalisten brillieren, sondern auch immer wieder neue Formationen bilden, vornehmlich mit jüngeren Musikern, um mit ihnen ihr Material zu erproben.